# 舟橋政宏
舟橋政宏（ふなはし まさひろ、1985年3月2日 - ）は、テレビ朝日ビジネスソリューション本部コンテンツ編成局第2制作部所属のチーフディレクター・演出家。現在は『激レアさんを連れてきた。』『キョコロヒー』『秋山と映画』の演出をつとめる。

## 来歴
愛知県小牧市出身。滝高等学校を経て、2008年に早稲田大学商学部卒業後、テレビ朝日に入社。バラエティ番組制作配属となる。以後、『ナニコレ珍百景』『池上彰の学べるニュース』などでアシスタントディレクターをつとめ、『マツコ＆有吉の怒り新党』でディレクターに昇格。「新・３大○○調査会」のコーナーを担当。その後『中居正広のミになる図書館』のチーフディレクターとなる。
2017年4月から、すでに放送されていた『アップデート大学』に演出として参加し、弘中綾香アナウンサーをMCに起用してリニューアル。2017年10月にネオバラ枠に昇格した際に『激レアさんを連れてきた。』と番組名称を変更し、MCにオードリーの若林正恭を起用した。2019年4月からは土曜22時台に移動している。
2019年4月から『中居正広のニュースな会』の演出を担当。10月から『爆笑問題のシンパイ賞!!』の演出を担当。
2020年10月から『秋山とパン』の演出を担当。
2021年4月から『キョコロヒー』の演出を担当。

## 人物
- 人見知りがひどく、AD時代「いかに人と話す回数を少なくするか」ばかり考えすぎてまったく報告・連絡・相談をしなかったため、やばい奴だと思われていた[3]。
- マニアックなものを扱う番組作りが特徴[2]。
- オードリーのオールナイトニッポン10周年を記念した番組本『オードリーとオールナイトニッポン 最高にトゥースな武道館編』に特別インタビューが掲載された[7]。
- 高校時代は演劇部に所属[1]。大学時代は寄席演芸研究会に所属し、古賀仁（現・NHKディレクター）とお笑いコンビ「北斎」を組んで活動、第2回「大学生M-1グランプリ」で優勝したことがある[3][8]。同期にはカノンがいた。

## 担当番組

### 現在

#### レギュラー（現在）
- 激レアさんを連れてきた。（演出）
- キョコロヒー（演出）
- 秋山と映画（演出）
- 研修テレビ!!（演出）

#### 特番
- 新語流行語爆誕バラエティ オギャブラリー
- 爆笑問題VS霜降り明星 ネタジェネバトル2020
- ゲストは偉人さま!!
- さまぁ〜ずの画はぁ〜く
- 中居正広のダンスな会

### 過去

#### レギュラー（過去）
- ナニコレ珍百景（アシスタントディレクター）
- そうだったのか！池上彰の学べるニュース（アシスタントディレクター）
- マツコ&有吉の怒り新党（アシスタントディレクター、途中からディレクター）
- 中居正広の身になる図書館（チーフディレクター）
- 秋山とパン（演出）
- 爆笑問題のシンパイ賞!! → 爆笑問題&霜降り明星のシンパイ賞!!（演出）
- 中居正広のニュースな会 → 中居正広のキャスターな会 → 中居正広の土曜日な会（演出）

## 出演

### テレビ番組
- ツギクル芸人グランプリ（フジテレビ） - 審査員
- 東京お笑いライブマニア（CSテレ朝チャンネル）[9]